# Rudolf Grosser
Rudolf „Rudi“ Grosser (* 13. März 1944 in München; † ≤ 13. Januar 2025) war ein deutscher Fußballspieler, der in der Bundesliga für den FC Bayern München spielte.
Seine Brüder sind Peter, der 1966 Kapitän bei Gewinn der Meisterschaft des TSV 1860 war, und Robert, der in den 1960er Jahren für den FC Bayern in der Oberliga und der Regionalliga antrat.

## Karriere

### Beginn
Grosser spielte ab dem Alter von 19 Jahren beim FC Bayern München in der Regionalliga Süd. In dieser kam er erstmals am 23. Mai 1964 (37. Spieltag) bei der 4:6-Niederlage im Heimspiel gegen die TSG Ulm 1846 und am 31. Mai 1964 (38. Spieltag) beim 3:3-Unentschieden im Auswärtsspiel gegen die SpVgg Neu-Isenburg zum Einsatz; im Letzteren spielte er an der Seite seines älteren Bruders Robert.
In der Folgesaison bestritt er fünf Punktspiele, in denen er zwei Tore erzielte. Sein erstes gelang ihm am 21. März 1965 (29. Spieltag), beim 3:0-Sieg im Auswärtsspiel gegen den SSV Reutlingen 05 mit dem Treffer zum zwischenzeitlichen 2:0 in der 50. Minute, sein zweites am 9. Mai 1965 (36. Spieltag) beim 6:1-Sieg im Heimspiel gegen den 1. FC Pforzheim mit dem Treffer zum 1:0 in der achten Minute. Als Meister der Regionalliga Süd bestritt er infolgedessen fünf der sechs Aufstiegsspiele zur Bundesliga in der Gruppe 2. In der höchsten deutschen Spielklasse kam er in zwei Spielzeiten viermal zum Einsatz und debütierte am 14. Mai 1966 beim 1:1-Unentschieden im Auswärtsspiel gegen den Meidericher SV; eine Woche später erzielte er bei der 1:4-Niederlage im Heimspiel gegen den 1. FC Köln mit dem Treffer zum 1:3 in der 74. Minute sein einziges Bundesligator. Am 28. Mai 1966 (34. Spieltag) wirkte er in seinem dritten Saisonspiel beim 1:1-Unentschieden im Auswärtsspiel gegen Werder Bremen ebenfalls mit.
Nachdem er bereits 1966 mit den Bayern DFB-Pokal-Sieger wurde, ohne eingesetzt worden zu sein, trug er am 4. Februar 1967 beim 3:1-Sieg im Achtelfinale gegen die SpVgg Erkenschwick zum erneuten Titelgewinn bei. Ohne Einsatz durfte er sich im selben Jahr mit dem FC Bayern München über den erstmaligen Gewinn eines europäischen Pokals, des Europapokals der Pokalsieger, freuen. Sein letztes Saisonspiel bestritt er am 11. Februar 1967 (21. Spieltag) beim 2:2-Unentschieden im Heimspiel gegen den Karlsruher SC.

### Fortsetzung
Kurz nach seiner Heirat wechselte er Mitte 1967 zum Schweizer Erstligisten Young Boys Bern. In der Saison 1967/68 erzielte er noch fünf Tore in 25 von 26 möglichen Nationalligaspielen. In der nachfolgenden Saison kam er auf keine Ligaeinsätze mehr und Mitte Juni 1969 wurde seine Rückkehr nach München verkündet. Die Berner wurden in jenen beiden Jahren Achter bzw. Vierter.

### Ende seiner Sportkarriere
Nach Deutschland zurückgekehrt, spielte er von 1974 bis 1977 für die Amateurmannschaft des FC Bayern München in der 1. Amateurliga Bayern. Zusätzlich zu seinen Spielen im Ligabetrieb bestritt er auch fünf Spiele im Wettbewerb um den DFB-Pokal. Am 7. September 1974 verlor er mit seiner Mannschaft, deren Spielführer er war, mit 1:3 beim VfB Lübeck in der 1. Hauptrunde. Im Pokalwettbewerb 1976/77 überstand er mit seiner Mannschaft die ersten drei Runden; zunächst gewann seine Mannschaft am 7. August mit 3:1 beim SSV Dillenburg, dann, am 16. Oktober mit 2:1 – mit seinem Siegtreffer in der 84. Minute – bei den Sportfreunden Salzgitter und am 19. Dezember mit 2:1 gegen den VfB Stuttgart. Im Achtelfinale traf Grossers Team auf die Profimannschaft des FC Bayern München, gegen die am 8. Januar 1977 im vereinsinternen Duell mit 3:5 verloren wurde. Der Spielerkader der Bayern-Amateure in jener Zeit galt als leistungsstark dank Spielerpersönlichkeiten wie Willi Reisinger, Edi Kirschner und Erhan Önal sowie Klaus Augenthaler, der 1990 Weltmeister wurde.

## Erfolge
- Europapokalsieger der Pokalsieger 1967 (ohne Einsatz)
- DFB-Pokal-Sieger 1966 (ohne Einsatz), 1967
- Meister der Regionalliga Süd 1965